# Điện Dương
Điện Dương là một phường thuộc thị xã Điện Bàn, tỉnh Quảng Nam, Việt Nam.

## Địa lý
Phường Điện Dương nằm ở phía đông thị xã Điện Bàn, có vị trí địa lý:
- Phía đông giáp Biển Đông
- Phía tây giáp các phường Điện Nam Bắc và Điện Nam Trung
- Phía nam giáp phường Điện Nam Đông và thành phố Hội An
- Phía bắc giáp phường Điện Ngọc.

Phường Điện Dương có diện tích 15,64 km², dân số năm 2019 là 16.262 người, mật độ dân số đạt 1.040 người/km².

## Lịch sử
Trước năm 1975, xã Điện Dương có tên là xã Cẩm Hải, thuộc Thị xã Hội An.
Sau 1975, xã Cẩm Hải đổi tên thành Điện Dương và sát nhập về huyện Điện Bàn.
Ngày 11 tháng 3 năm 2015, Ủy ban Thường vụ Quốc hội ban hành Nghị quyết 889/NQ-UBTVQH13. Theo đó, chuyển huyện Điện Bàn thành thị xã Điện Bàn và thành lập phường Điện Dương trên cơ sở toàn bộ 1.563,97 ha diện tích tự nhiên, 19.039 người của xã Điện Dương.

## Hành chính
Phường Điện Dương được chia thành 10 khối phố: Hà Bản, Tân Khai, Hà My Đông A, Hà My Đông B, Hà My Tây, Hà My Trung, Hà Quảng Đông, Hà Quảng Tây, Quảng Gia, Hà Quảng Bắc.

## Kinh tế
Nền kinh tế chủ lực của phường hiện nay vẫn là nông nghiệp và ngư nghiệp. Nhưng hiện nay có một số dự án Khu du lịch đã góp phần làm cho người dân chuyển từ nông nghiệp sang dịch vụ...

## Du lịch
Du lịch biển là thế mạnh của phường. Với chiều dài hơn 5 km đường biển (4/5 chiều dài bờ biển Điện Bàn), Điện Dương là một trung tâm du lịch nghỉ dưỡng hàng đầu của Điện Bàn. Với bãi biển Hà My có bãi cát trắng nổi tiếng. Hiện nay đang có nhiều nhà tập đoàn công ty nước ngoài đến đầu tư vào Điện Dương để phát triển du lịch như General Hotel Management (Ấn Độ), Tano Capital, LLC và Global C&D, INC của Hoa Kỳ. Hiện nay khu resort Nam Hải tại thôn Hà My Đông A, đã tạo một diện mạo mới cho mãnh đất cồn cát này.